# Cratere Himeros
Himeros è il maggiore cratere d'impatto presente sulla superficie dell'asteroide 433 Eros.

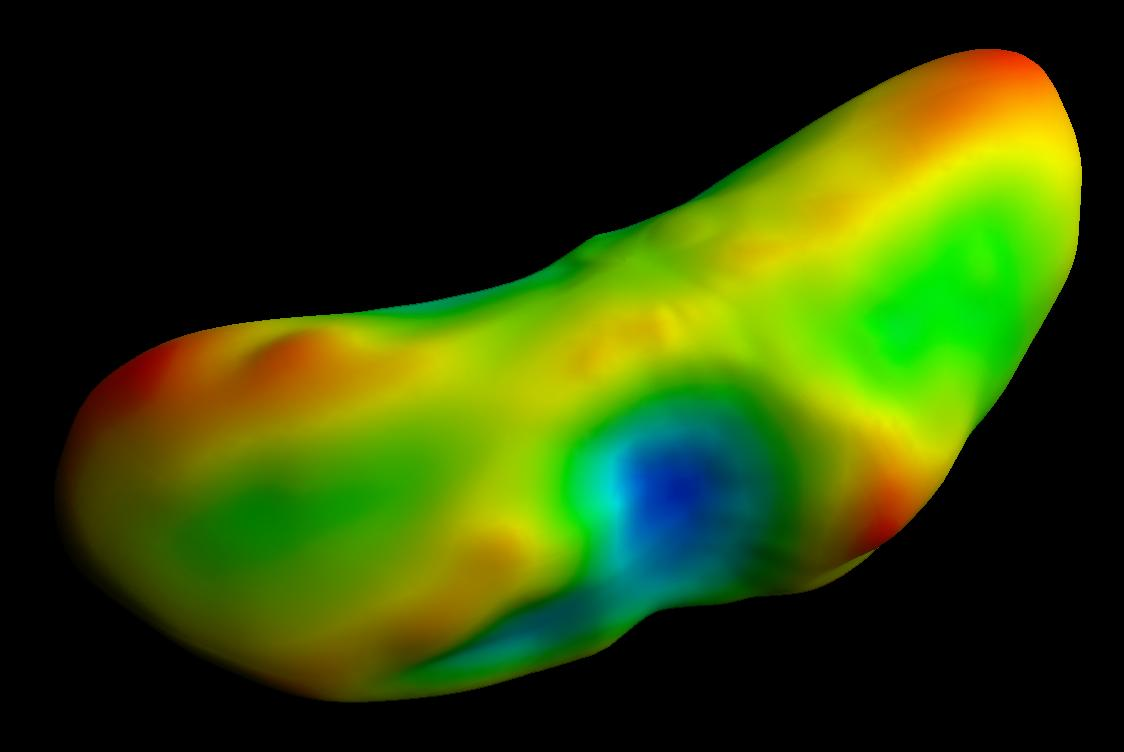
Mappa topografica di Eros. Il cratere Himeros è la grande depressione in blu visibile nell'immagine.

Esso rappresenta una cavità profonda 1,5 km e larga 11 km circa, posta in prossimità della sella dell'asteroide.
È stato così chiamato da Imero, uno degli aiutanti di Eros nella mitologia greca.